# 스구리촌
스구리촌(村主村)은 일본 미에현 아노군에 설치되었던 촌이다. 현재의 쓰시의 일부에 해당한다.